# Annina Ucatis
Annina Ucatis (née le 22 décembre 1978 à Bremerhaven) est une actrice de films pornographiques, active de 2007 à 2009 sous les noms d'Annina Hill et Vanity Svenson, devenue animatrice de télévision et chanteuse.

## Biographie
Après l'abitur, elle fait des études de sciences économiques puis une formation d'agent immobilier. Elle fait des photos amateurs et est hôtesse à la télévision comme dans l'émission érotique Peep!. Elle fait agrandir sa poitrine à 75G et a sa propre émission sur Internet. Elle anime aussi La Notte sur 9Live en compagnie de Biggi Bardot.
Elle se fait connaître en prétendant avoir couché avec des personnalités comme Oliver Pocher ; ce qu'il nie. En 2008, elle présente sur RTL II l'émission exklusiv – DIE REPORTAGE: Grenzenlos geil! – Deutschlands Sexsüchtige packen aus, consacré à l'hypersexualité en Allemagne.
En 2007, elle commence sa carrière dans la pornographie en tournant deux films pour Videorama puis pour Magmafilm. On la voit dans la série Gute Mädchen, böse Mädchen! sur Beate-Uhse.TV. En 2008, elle reçoit le Eroticline Awards du meilleur espoir féminin allemand. Elle joue dans le clip Mer sen de Stross eraf jejange de Willi Herren.
Elle signe avec la maison de production Blue Movie, mais le contrat est rompu en novembre 2009, elle annonce l'arrêt de sa carrière d'actrice pornographique. De janvier à avril 2009, elle participe en tant que candidate à la neuvième saison en Allemagne de Big Brother. Elle obtient ensuite sa propre séquence et sort avec Jana Wagenhuber, une autre candidate, les singles Himmel und Hölle et Oberbayern.
En janvier 2010, RTL II lui consacre une émission de réalité scénarisée Annina und Sascha in Love, où l'on voit sa vie avec son compagnon candidat de Big Brother en même temps qu'elle. Elle joue dans le clip Sonnenstudio Marion de Jürgen Drews, Manny Marc et Frauenarzt. Depuis 2010, elle participe à l'émission d'actualité de charme Poppnacht. Elle est souvent invitée lors de la dixième saison de Big Brother. Elle signe des chroniques de sexologie dans le mensuel suisse Cherry.
Ucatis pose fréquemment dans les magazines érotiques et chante dans les pubs allemands à Majorque. Elle fait une apparition dans le film comique Die Superbullen. Elle participe à une nouvelle réalité scénarisée pour RTL II, Das Tier in mir. Elle revient dans exklusiv – Die Reportage pour parler de sa vie actuelle.
En 2011, elle sort le titre Ballermann et est invitée lors de la onzième saison de Big Brother, en plateau et dans la maison. Elle participe à l'émission Beat the Blondes sur RTL II.
Fin décembre 2011, commence une nouvelle émission de réalité scénarisée mieten, kaufen, wohnen sur VOX. Elle et Jana Wagenhuber reforme leur duo sous le nom de Candydolls et sortent une chanson à l'occasion du championnat d'Europe de football 2012. Elles participent à Das Supertalent, adaptation allemande de Britain's Got Talent.
En juin 2013, une réalité scénarisée sur RTL II, Miami heiß - Anninas American Dream, suit son voyage aux États-Unis durant lequel elle épouse à Las Vegas le millionnaire Theodor Semmelhaack qu'elle a rencontré pendant le tournage.
Après cette émission, elle suspend son site Internet, ses activités érotiques et se présente comme agent immobilier dans le nord de l'Allemagne.